# Dendroperistoma
Dendroperistoma is een monotypisch mosdiertjesgeslacht uit de familie van de Cribrilinidae en de orde Cheilostomatida. De wetenschappelijke naam ervan is in 1985 voor het eerst geldig gepubliceerd door Moyano.

## Soort
- Dendroperistoma projecta (Waters, 1904)